# Maritime Wirtschaft in Deutschland
Die maritime Wirtschaft bzw. maritime Industrie in Deutschland umfasst die Bereiche Seeschifffahrt, Werften mit Zulieferindustrie, Häfen mit Infrastruktur und maritime Dienstleister.
In der maritimen Wirtschaft mit Berücksichtigung der maritimen Dienstleister sind in Deutschland rund 400.000 Arbeitskräfte beschäftigt, davon arbeiten etwa die Hälfte in den Bereichen wie Seeschifffahrt, Schiffbau und Zulieferindustrie. Die andere Hälfte entfällt auf die Häfen mit den Umschlagsbetrieben und der notwendigen Infrastruktur. Der jährliche Umsatz der maritimen Wirtschaft wird auf rund 75 Milliarden Euro geschätzt, davon entfallen etwa 2/3 auf die Seeschifffahrt, Schiffbau und Zulieferindustrie und der Rest auf Häfen und Infrastruktur.

## Seeschifffahrt

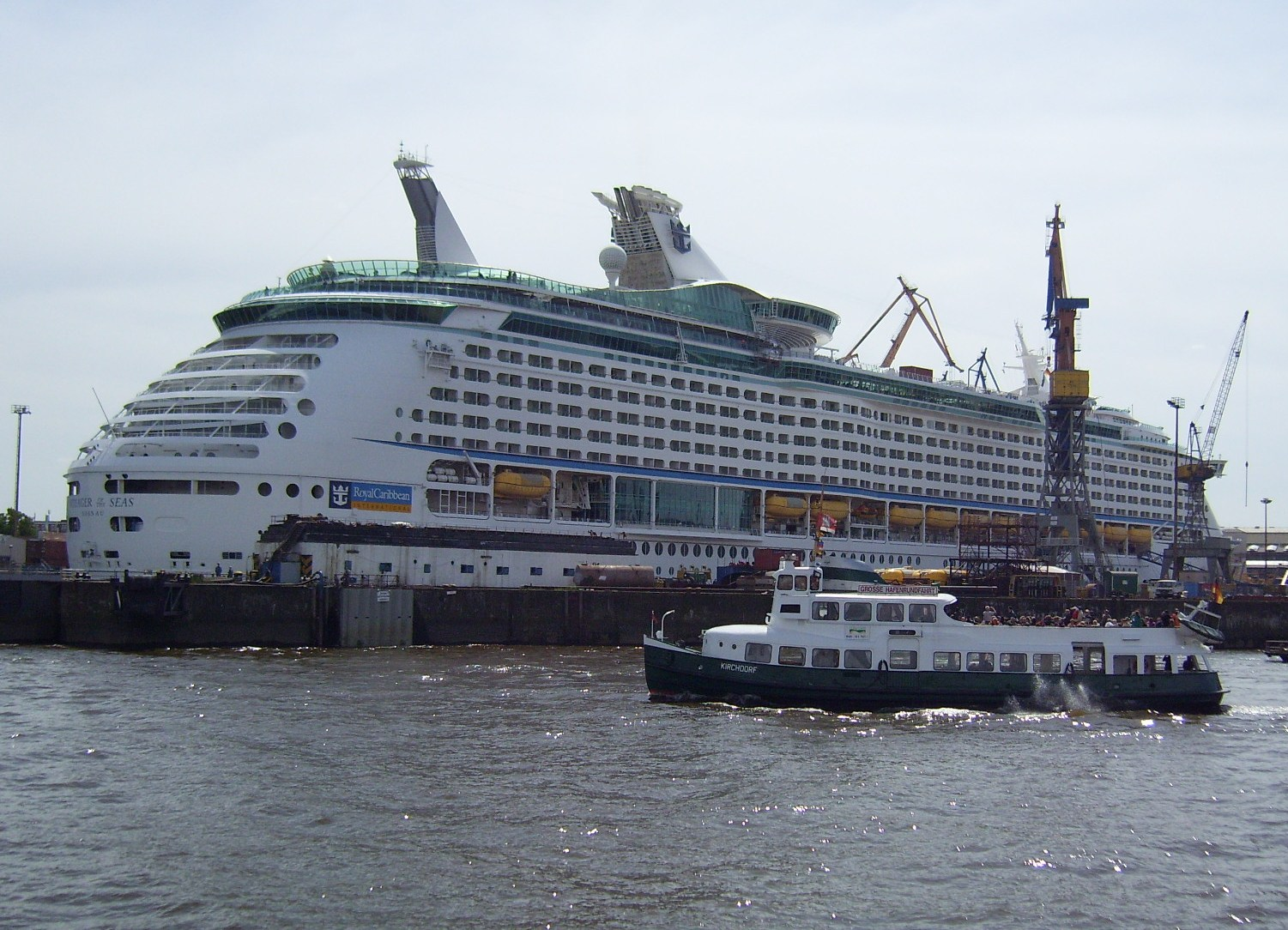
Schifffahrt: Kreuzfahrtschiff in der Reparaturwerft

Die Seeschifffahrt bildet in der maritimen Wirtschaft den größten Sektor. Mit der Seeschifffahrt sind vordergründig die Reedereien mit ihren Schiffen gemeint, die 2008 insgesamt 87.000 Personen beschäftigten. Davon arbeiteten 67.000 an Bord der Schiffe und 22.000 an Land in den Büros der Reedereien. Der Umsatz betrug 2008 gut 30 Milliarden Euro.

## Schiffbau

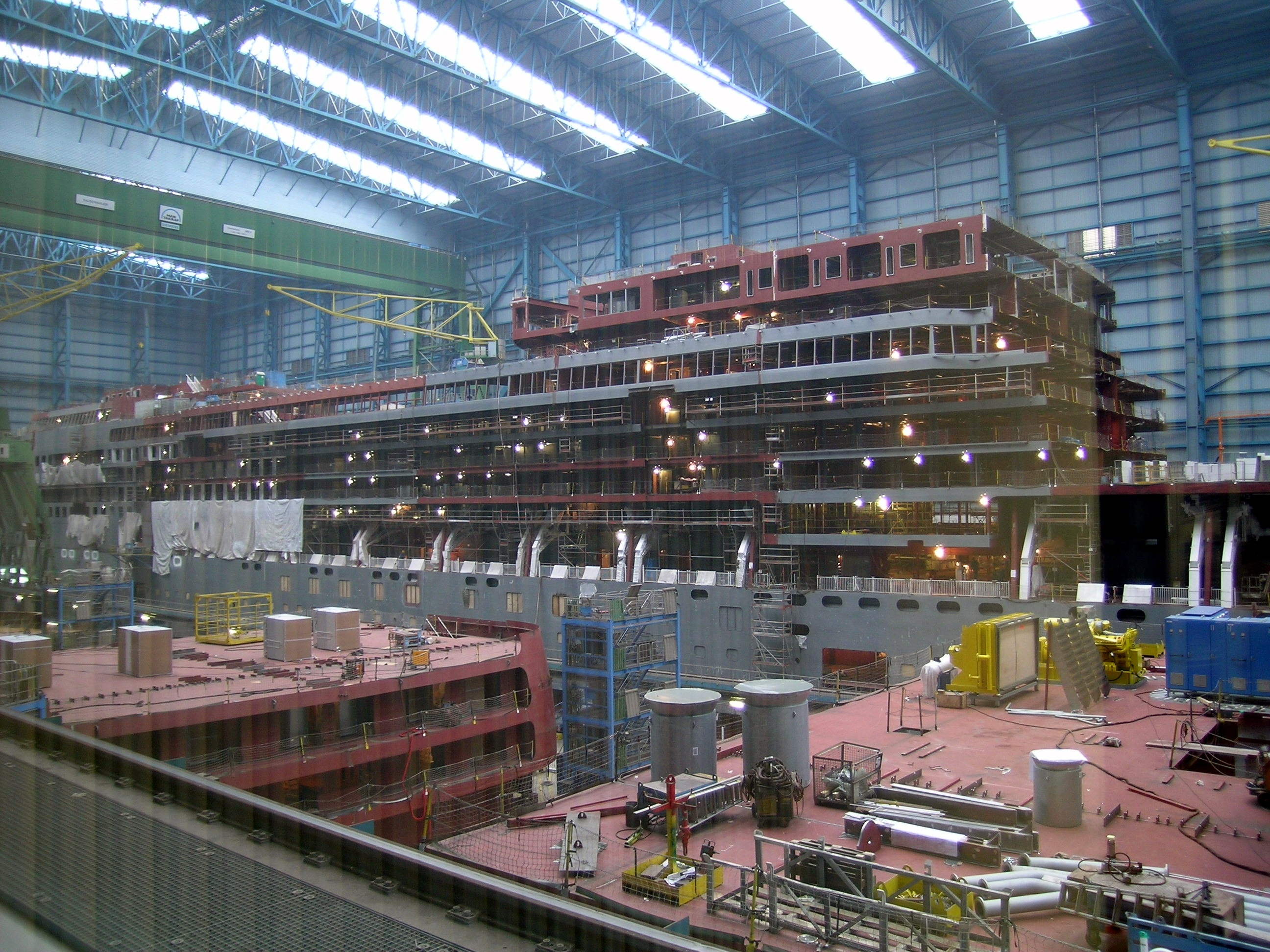
Schiffbau: Meyer Werft Papenburg, Norwegian Jewel im November 2004 in dem überdachten Baudock der Meyer Werft

Der Schiffbau ist im Gegensatz zur Zulieferindustrie an der Küste und den seeschiffstiefen Flüssen konzentriert. Fünf große Werftgruppen bilden den Schwerpunkt der deutschen Werftlandschaft, sie beschäftigten 2009 rund 13.400 Mitarbeiter. Daneben existieren besonders im Spezialschiffbau aktive unabhängige Werften. Es werden Neubau- und Reparaturwerften unterschieden. Die Seeschiffswerften sind in Niedersachsen (6.700 Beschäftigte), Mecklenburg-Vorpommern (5.000 Beschäftigte), Schleswig-Holstein (4.600 Beschäftigte), Hamburg (2.600 Beschäftigte), Bremen (1.400 Beschäftigte) und  sonstigen Bundesländern (1.700 Beschäftigte) ansässig. Im Binnenland entstehen nur sehr wenig Seeschiffe, u. U. werden Sektionen an die Seeschiffswerften zugeliefert. In dem Bereich Schiffbau der Seeschiffswerften arbeiteten 2008 rund 21.000 Personen, der Umsatz lag um 6 Milliarden Euro.

## Zulieferindustrie

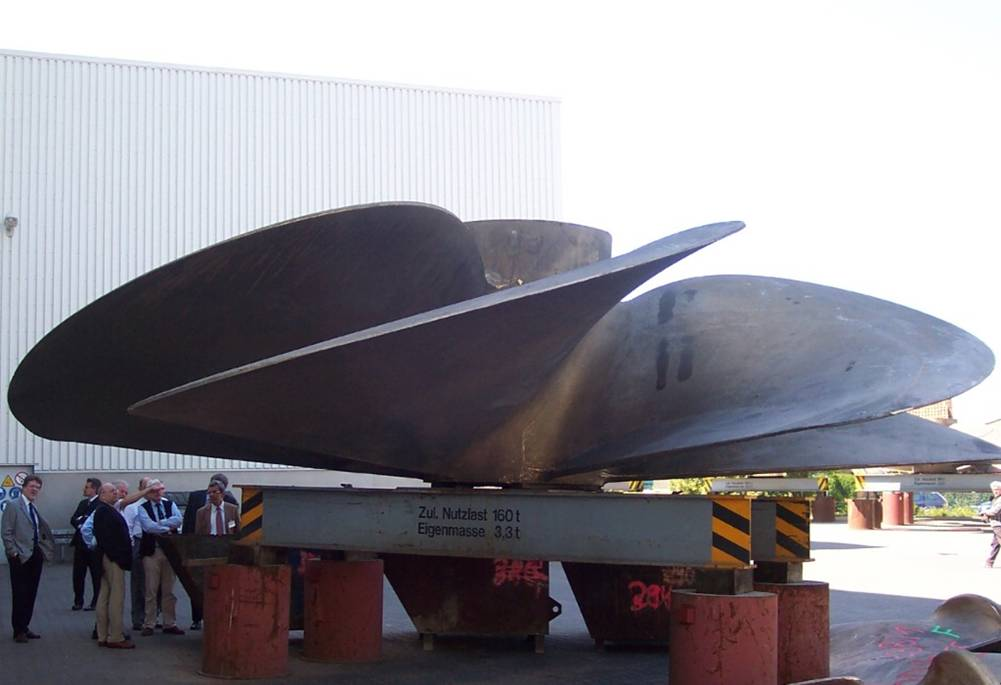
Zulieferindustrie: Die weltweit größten Schiffspropeller werden in der Mecklenburger Metallguss (MMG) hergestellt

Die vorwiegend mittelständisch geprägte Zulieferindustrie gilt nach der in Japan als die zweitgrößte der Welt. Die Zulieferbetriebe sind vorwiegend im Binnenland angesiedelt. In Baden-Württemberg, Nordrhein-Westfalen und Bayern haben sehr viele Zulieferbetriebe ihren Standort, so kommen Hauptantriebs- und Hilfsdieselmotoren z. B. aus Augsburg und die Untersetzungsgetriebe aus Friedrichshafen. Aber auch in den Küstenländern sind viele Zulieferbetriebe angesiedelt. In Mecklenburg-Vorpommern z. B. werden riesige Schiffspropeller gegossen und bearbeitet. In der Schiffbau-Zulieferindustrie werden ca. 70.000 Personen beschäftigt. Der Umsatz betrug 2008 rund 13 Milliarden Euro.

## Häfen

Hafen: Ladungsumschlag in Hamburg; ein Kühlschiff lädt leere Kühlcontainer

Im Jahr 2008 betrug der Güterumschlag in den deutschen Häfen an der Nord- und Ostseeküste rund 320 Millionen Tonnen, daran waren insgesamt rund 140.000 Schiffe beteiligt. Massengüter (z. B. Öl, Erz, Kohle und Getreide) lagen mit 135 Millionen Tonnen vorn gefolgt von Containern (118 Millionen Tonnen) und RoRo-Ladung (33 Millionen Tonnen). Nach bisherigen Schätzungen des Zentralverbands der Deutschen Seehafenbetriebe e. V. waren Mitte der 1990er-Jahre rund 300.000 Arbeitsplätze direkt von den Seehafenfunktionen abhängig. In Hamburg sind z. B. rund 160.000 Arbeitsplätze direkt oder indirekt vom Hafen abhängig.